# Cartucho (armas de fogo)
A partir da esquerda: cartuchos 7,62 mm NATO, 5,56×45mm NATO e 9 mm NATO.
Um cartucho é a unidade de munição das armas de percussão e de retrocarga.
São quatro os principais elementos de um cartucho de munição de arma de fogo de cano raiado, e de percussão central:
1. Estojo, que agrega os demais elementos
2. Espoleta, que quando percutida entra em ignição
3. Pólvora, que é a carga propelente
4. Projétil, chumbos ou "bala" que vai ser impulsionado pelo cano da arma

Nota: o estojo possui em sua base um "aro" que fornece o apoio para que o cartucho se encaixe na câmara da arma de fogo e um meio para ajudar na extração do cartucho já deflagrado, da mesma câmara.
Com esses elementos agregados, esse tipo de munição é pré-montado, e feito com precisão para caber na câmara do cano de uma arma de fogo, com o objetivo prático de transporte e manuseio convenientes durante o disparo.

## Histórico

### Antecedentes

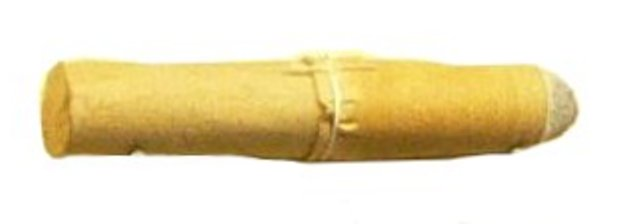
Cartucho de papel para o fuzil Chassepot (1866).

Os cartuchos de papel são usados há séculos, com várias fontes datando de seu uso desde o final do século XIV e início do século XV. Os historiadores observam seu uso por soldados de Cristiano I, Eleitor da Saxônia e seu filho no final do século XVI, enquanto o Arsenal de Dresden tem evidências que datam seu uso até 1591. Capo Bianco escreveu em 1597 que os cartuchos de papel há muito eram usados pelos soldados napolitanos. Seu uso se generalizou no século XVII. A munição de 1586 consistiu em uma carga de pólvora e uma bala em um cartucho de papel. O papel espesso ainda é conhecido como "cartridge paper" ("papel de cartucho") devido ao seu uso nesses cartuchos. Outra fonte afirma que o cartucho apareceu em 1590. O rei Gustavo II Adolfo da Suécia fez com que suas tropas usassem cartuchos em 1600. O papel formava um cilindro com pontas torcidas; a bala estava em uma extremidade e a pólvora medida preenchia o restante.
Este cartucho foi usado com armas de fogo militares por antecarga, provavelmente mais frequentemente do que para tiro esportivo, a base do cartucho sendo arrancada ou mordida pelo soldado, a pólvora sendo derramada no cano e o papel e a bala inseridos na sequência. No cartucho da era da Guerra Civil, o papel deveria ser descartado, mas os soldados costumavam usá-lo como uma bucha. Para acender a carga, uma etapa adicional era necessária, onde pólvora de granulação mais fina, chamada "priming powder", era derramado na "caçoleta" da arma para ser aceso pelo mecanismo de disparo.

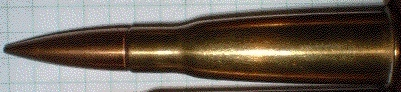
O cartucho 8 mm Lebel, desenvolvido em 1886, primeiro cartucho usando pólvora sem fumaça fabricado e adotado por qualquer país.

A evolução da natureza da guerra exigia uma arma de fogo que pudesse carregar e disparar mais rapidamente, resultando no mosquete de pederneira (e mais tarde no rifle Baker), no qual a caçoleta era coberta por uma pequena tampa aço. Este era atingido pela pederneira e disparava a arma. No decorrer do carregamento, uma pitada de pólvora do cartucho seria colocada na caçoleta como espoleta, antes que o resto do cartucho fosse empurrado pelo cano, fornecendo carga (bala) e bucha.
Desenvolvimentos posteriores tornaram este método de ignição desnecessário, já que, no carregamento, uma porção da carga de pólvora passava do cano através do respiradouro para a caçoleta, onde era mantida pela tampa e pelo cão.
O próximo avanço importante no método de ignição foi a introdução da espoleta de percussão de cobre. Seu uso só se generalizou quando foi aplicado ao mosquete militar britânico (o Brown Bess) em 1842, um quarto de século após a invenção da "pólvora de percussão" e após um elaborado teste governamental em Woolwich em 1834. A invenção que tornou possível a espoleta de percussão foi patenteada pelo Rev. AJ Forsyth em 1807 e consistia na preparação de um "pó fulminante" feito de clorato de potássio, enxofre e carvão, que se inflamava por concussão. Esta invenção foi desenvolvida gradualmente e usada, primeiro em uma "tampa" de aço e, em seguida, em uma "tampa" de cobre, por vários fabricantes de armas e particulares antes de entrar em uso militar generalizado quase trinta anos depois.
A alteração da pederneira militar para o mosquete de percussão foi facilmente realizada substituindo a caçoleta de pólvora por um bico perfurado e substituindo a pinça do cão que segurava a pederneira por um pequeno "martelo" que tinha uma cavidade para encaixar no bico quando liberado pelo gatilho. O atirador colocava uma "tampa" de percussão (cuja substância fulminante era agora feita de três partes de clorato de potássio, duas de fulminato de mercúrio e vidro em pó) no bico ("ouvido"). A "tampa" detonante assim inventada (espoleta de percussão) e adotada deu origem à invenção do moderno estojo de cartucho e tornou possível a adoção geral do princípio de carregamento pela culatra (retrocarga) para todas as variedades de rifles, espingardas e pistolas. Isso simplificou muito o procedimento de recarga e abriu o caminho para armas de fogo semiautomáticas e totalmente automáticas.
No entanto, esse grande salto à frente teve um preço: introduziu um componente extra em cada cartucho - o estojo - que devia ser removido antes que a arma pudesse ser recarregada. Enquanto uma pederneira, por exemplo, está imediatamente pronta para recarregar depois de disparada, a adoção de estojos de cartucho de latão trazia problemas de extração e ejeção. O mecanismo de uma arma moderna não deve apenas carregar e disparar a peça, mas também fornecer um método de remoção do estojo do cartucho deflagrado, o que pode exigir o mesmo número de peças móveis adicionais. Muitos problemas de funcionamento ocorrem durante este processo, seja por uma falha em extrair um estojo corretamente da câmara ou permitindo que o estojo extraído bloqueie o mecanismo de ação. Os inventores do século XIX estavam relutantes em aceitar essa complicação adicional e experimentaram uma variedade de cartuchos sem estojo ou "autoconsumíveis" antes de finalmente aceitar que as vantagens dos estojos de latão superavam em muito essas desvantagens.

### Cartuchos integrados

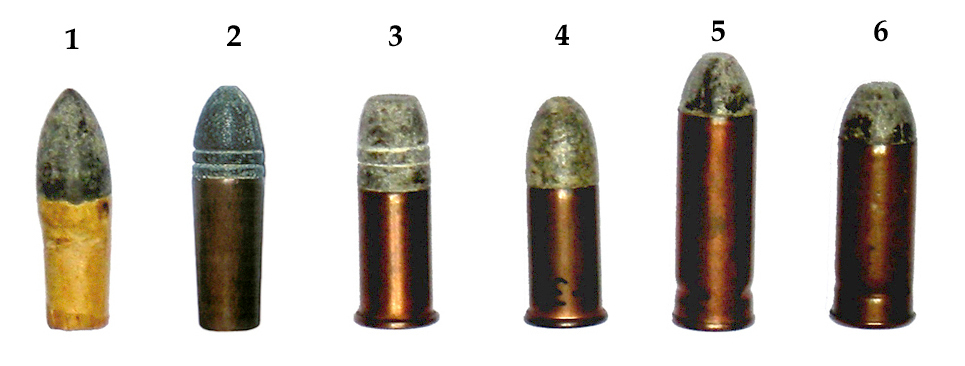
Cartuchos dos EUA 1860–1875
(1) Colt Army 1860 .44 cartucho de papel, Guerra Civil
(2) Colt Thuer-Conversion cartucho .44, 1868
(3) .44 Henry fogo circular ponta plana
(4) .44 Henry fogo circular ponta cônica
(5) Frankford Arsenal .45 Colt, ignição Benét
(6) Frankford Arsenal .45 Colt-Schofield, ignição Benét

Comparação da detonação de cartuchos de fogo central (esquerda e centro, com espoleta) e de um cartucho de fogo circular (sem espoleta, na direita).

O primeiro cartucho integrado foi desenvolvido em Paris em 1808 pelo armeiro suíço Jean Samuel Pauly em associação com o armeiro francês François Prélat. Pauly criou os primeiros cartuchos totalmente independentes: os cartuchos incorporavam uma base de cobre com fulminato de mercúrio como substância de ignição (a principal inovação de Pauly), uma bala redonda e um invólucro de latão ou papel. O cartucho era carregado pela culatra e disparado com uma "agulha". A arma de carregamento pela culatra ativada por "agulha" se tornaria uma característica importante das armas de fogo depois disso. Pauly fez uma versão melhorada, protegida por uma patente, em 29 de setembro de 1812.
Provavelmente, nenhuma invenção relacionada com armas de fogo produziu tais mudanças no princípio da construção da arma como aquelas efetuadas pelo "cartucho de estojo expansivo". Esta invenção revolucionou completamente a arte da fabricação de armas, foi aplicada com sucesso a todas as descrições de armas de fogo e produziu uma nova e importante indústria: a de fabricação de cartuchos. Sua característica essencial é evitar que o gás escape da culatra ao disparar a arma, por meio de um cartucho de estojo expansivo contendo seu próprio meio de ignição. Antes desta invenção, escopetas e espingardas desportivas eram carregadas por meio de frascos de pólvora e sacos ou frascos de chumbo, balas, buchas e espoletas de cobre, todos transportados separadamente. Um dos primeiros estojos de cartucho modernos eficientes foi o "cartucho de espiga", desenvolvido pelo armeiro francês Casimir Lefaucheux em 1836. Consistia em uma casca fina e fraca feita de latão e papel que se expandia com a força da explosão; com isso se encaixava perfeitamente no cano, formando uma vedação de gás eficiente. Uma pequena espoleta de percussão era colocada no meio da base desse cartucho e era acesa pelo impacto de um pino de latão que se projetava da lateral do estojo e era atingido pelo cão. Este pino também possibilitava a extração do estojo do cartucho. Este cartucho foi introduzido na Inglaterra por Lang, de Cockspur Street, Londres, por volta de 1845.
Na Guerra Civil Americana (1861-65), um rifle de carregamento pela culatra, o Sharps, foi introduzido e produzido em grande número. Ele podia ser carregado tanto com uma "musketball" quanto com um cartucho de papel. Depois dessa guerra, muitos foram convertidos ao uso de cartuchos de metal. O desenvolvimento pela Smith & Wesson (entre muitos outros) de revólveres que usavam cartuchos de metal ajudou a estabelecer armas de fogo de cartucho como o padrão nos Estados Unidos no final da década de 1860 e início da década de 1870, embora muitos continuem a usar revólveres de percussão bem depois disso.

### Cartuchos metálicos

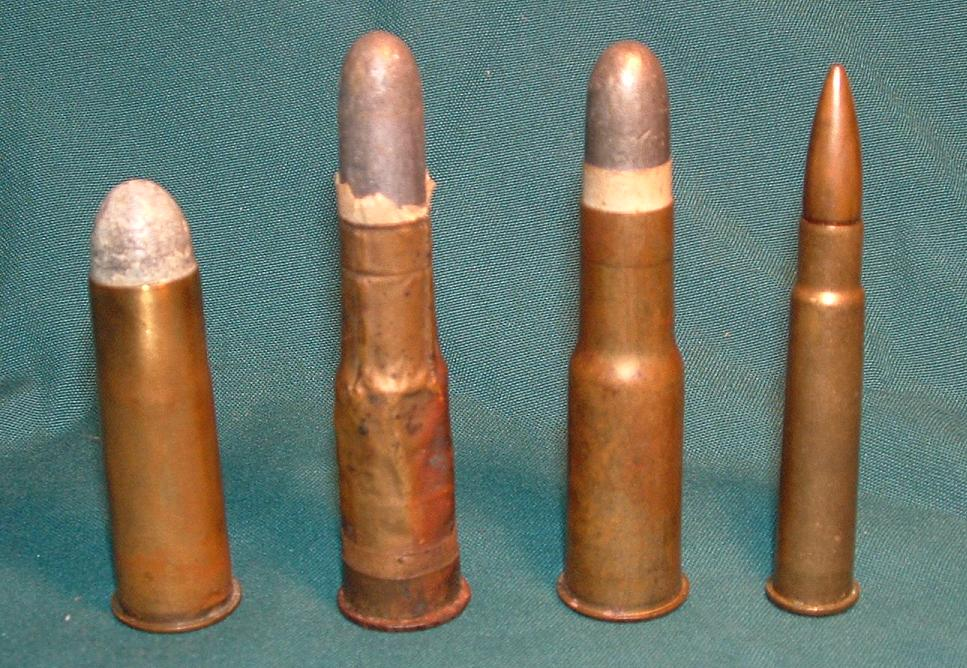
Da esquerda p/ a direita: um .577 Snider (1867), um .577/450 Martini–Henry (1871), um .577/450 Martini-Henry de latão estampado, e um .303 British Mk VII SAA Ball.

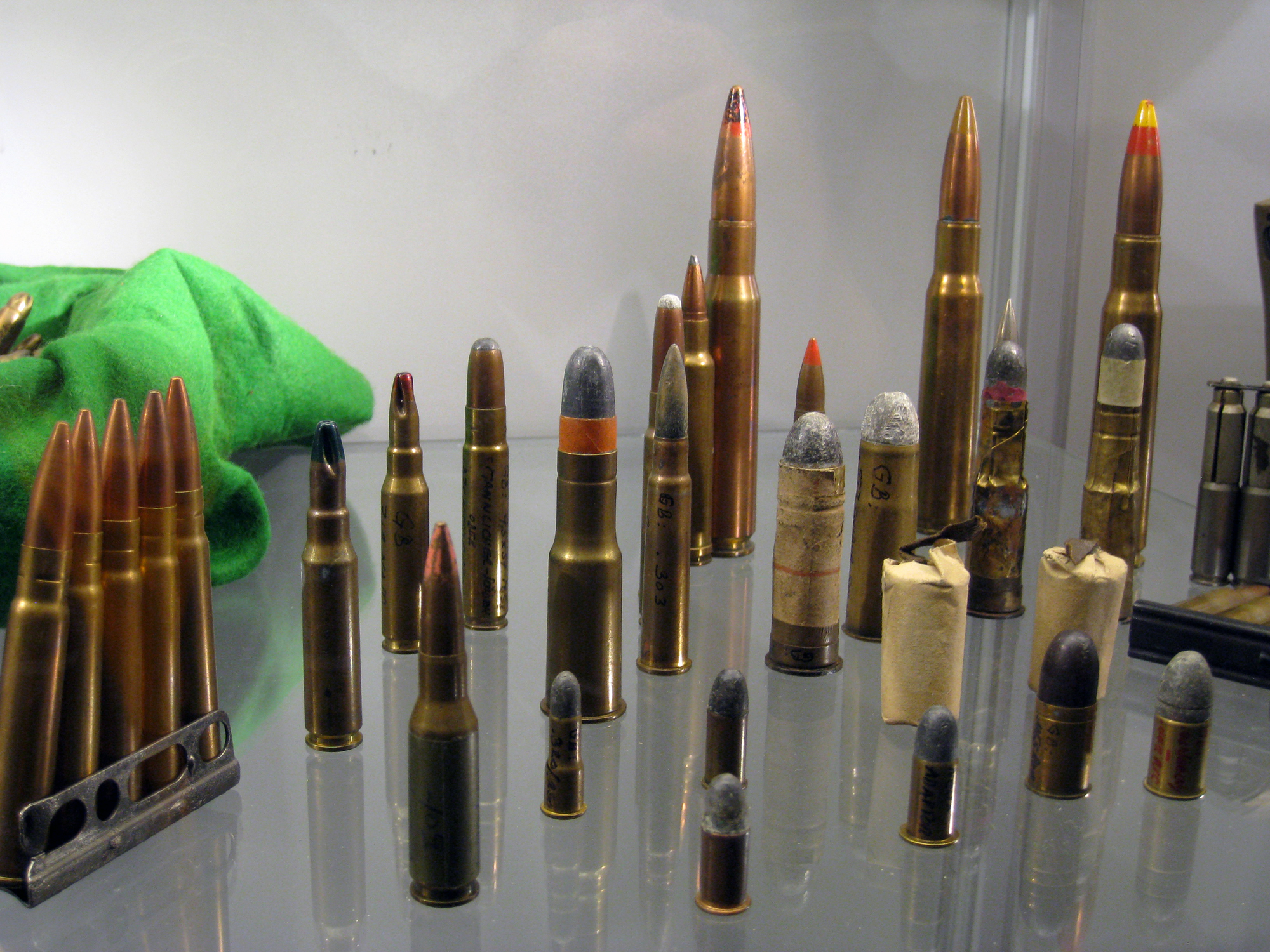
Cartuchos históricos britânicos.

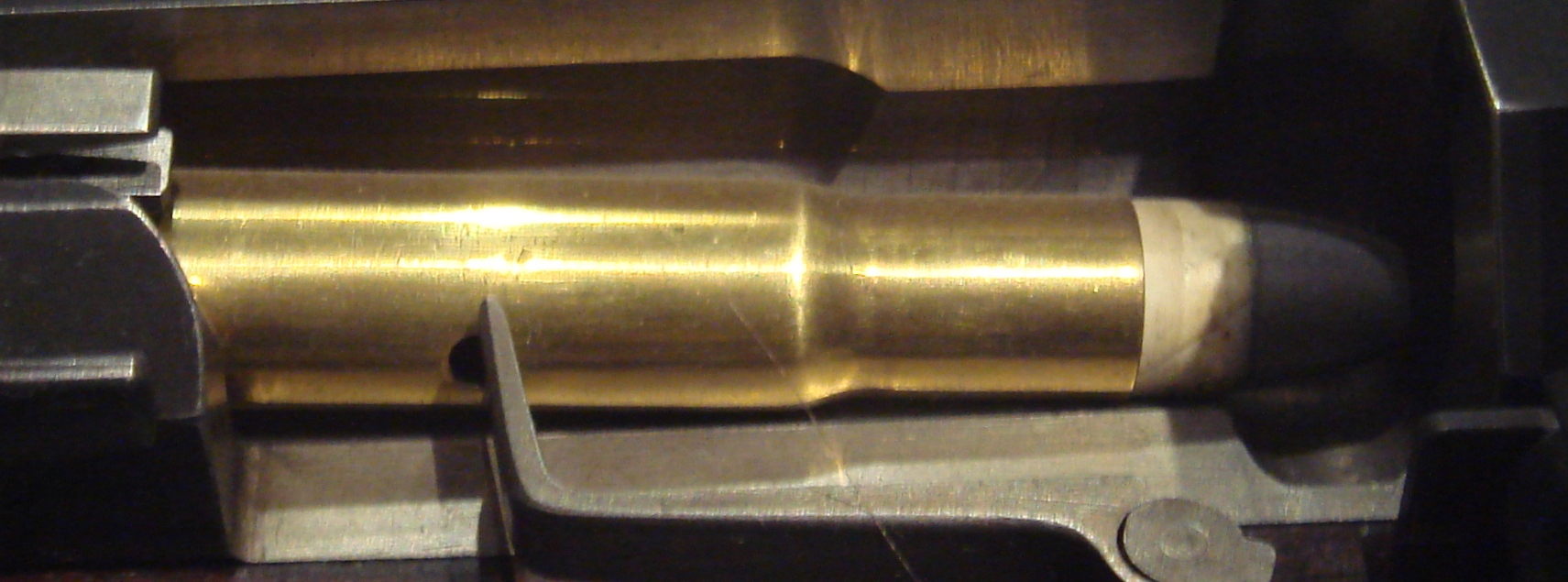
Cartucho do fusil Gras mle 1874 da Armée de terre.

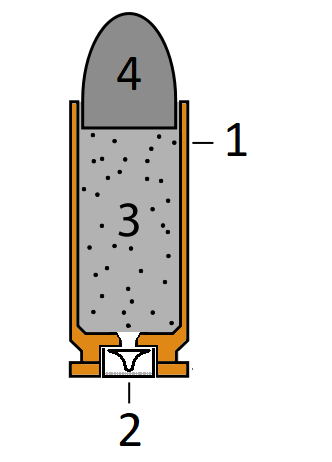
Um cartucho moderno consiste de:
1. o estojo, agregador das partes;
2. a espoleta, que acende o propelente;
3. o propelente, como a pólvora;
4. o projétil ou "bala"

A maioria dos primeiros cartuchos totalmente metálicos eram do tipo "de espiga" e de fogo circular. O primeiro cartucho metálico de fogo central foi inventado por Jean Samuel Pauly nas primeiras décadas do século XIX. No entanto, embora tenha sido o primeiro cartucho a usar uma forma de vedação, uma característica essencial de um cartucho de carregamento por culatra bem-sucedido, Pauly morreu antes de ser convertido para ignição por espoleta de percussão.
O francês Louis-Nicolas Flobert inventou o primeiro cartucho metálico de fogo circular em 1845. Seu cartucho consistia em uma espoleta de percussão com uma bala presa ao topo. Flobert então fez o que ele chamou de "armas de salão" para este cartucho, já que esses rifles e pistolas foram projetados para serem disparados em salas de tiro internas em grandes casas. Esses cartuchos 6mm Flobert não continham pólvora. A única substância propelente contida no cartucho é a da espoleta de percussão. Em países de língua inglesa, o cartucho "6mm Flobert" corresponde a munições .22 BB Cap e .22 CB Cap. Esses cartuchos têm uma velocidade de saída relativamente baixa de cerca de 700 pés/s (210 m/s).
O armeiro francês Benjamin Houllier melhorou o cartucho Lefaucheux de papelão e o patenteou em Paris em 1846, o primeiro cartucho totalmente metálico contendo pólvora (e uma espiga), em um cartucho metálico. Ele também incluiu em suas reivindicações de patentes cartuchos de fogo circular e de fogo central, usando estojos de latão ou cobre. Houllier comercializou suas armas em associação com os armeiros Blanchard e Charles Robert.
Nos Estados Unidos, em 1857, o cartucho Flobert inspirou o .22 Short (outro de fogo circular), especialmente concebido para o primeiro revólver americano com cartuchos de fogo circular, o Smith & Wesson Model 1. Um ano antes, em 1856, o revólver LeMat era a primeira arma de fogo americana de carregamento pela culatra (de design francês), mas usava cartuchos de espiga, não de fogo circular. Anteriormente, um funcionário da Colt's Patent Firearms Manufacturing Company, Rollin White, foi o primeiro na América a conceber a ideia de ter o cilindro do revólver perfurado para receber cartuchos de metal (circa 1852), sendo que: o primeiro no mundo a usar cilindros perfurados por completo em revólveres, foi provavelmente Lefaucheux em 1845, que inventou um revólver pimenteiro carregado por trás usando cilindros perfurados. Outro possível reclamante do cilindro perfurado é um francês chamado Perrin, que supostamente produziu em 1839 um revólver pimenteiro com um cilindro perfurado sob encomenda. Outros possíveis reclamantes incluem Devisme da França em 1834 ou 1842, que alegou ter produzido um revólver de culatra naquele período, embora sua reclamação tenha sido posteriormente julgada como sem evidências pelos tribunais franceses e Hertog & Devos e Malherbe & Rissack da Bélgica, que ambos entraram com o pedido patentes para revólveres de carregamento por culatra em 1853.
No entanto, Samuel Colt recusou essa inovação. White deixou a Colt, foi à Smith & Wesson para alugar uma licença para sua patente, e foi assim que o S&W Modelo 1 viu a luz do dia em 1857. A patente não expirou definitivamente até 1870, permitindo que os concorrentes da Smith & Wesson projetassem e comercializam seus próprios revólveres de carregamento pela culatra com cartuchos metálicos. Modelos famosos da época são os Colts Open Top (1871-1872) e o Single Action Army "Peacemaker" (1873). Mas em rifles, as patentes do mecanismo de ação de alavanca não foram obstruídas pela violação de patente de Rollin White porque White só detinha uma patente relativa a cilindros perfurados e mecanismos giratórios. Assim, cartuchos de fogo circular de calibre maior foram introduzidos logo após 1857, quando a munição .22 Short da Smith & Wesson foi introduzida pela primeira vez. Alguns desses cartuchos de rifle foram usados na Guerra Civil Americana, incluindo o .44 Henry e o .56-56 Spencer (ambos em 1860). No entanto, os grandes cartuchos de fogo circular logo foram substituídos por cartuchos de fogo central, que podiam lidar com segurança com pressões mais altas  (ver: Segurança de armas).
Em 1867, o "War Office" britânico adotou o estojo metálico do cartucho Eley—Boxer de fogo central nos mosquetes estriados Pattern 1853 Enfield, que foram convertidos para retrocarga usando o sistema Snider tornando-se o Snider–Enfield. Este consistia em uma abertura do bloco da culatra com uma dobradiça, formando assim uma culatra falsa contra a qual o cartucho se apoiava. A espoleta de percussão ficava na base do cartucho e era acionada por um percussor que passava pela culatra. Outras potências europeias adotaram rifles militares de carregamento pela culatra de 1866 a 1868, com cartuchos de papel em vez de cartuchos de metal. O estojo do cartucho Eley—Boxer original era feita de latão enrolado - ocasionalmente, esses cartuchos podiam quebrar e emperrar a culatra com os restos desenrolados do estojo ao disparar. Mais tarde, o estojo de cartuchos de fogo central passou a ser feito de uma peça sólida inteira de metal, uma liga de cobre, com uma "cabeça" sólida de metal mais espesso.
Por volta de 1870, as tolerâncias de peças usinadas haviam melhorado a tal ponto que o estojo do cartucho não era mais necessário para selar uma câmara. Os ferrolhos muito melhor usinados assumiram essa função.
Cartuchos de fogo central com estojos metálicos sólidos contendo seus próprios meios de ignição são quase universalmente usados em todas as variedades modernas de rifles e pistolas militares e esportivas.

## Cartuchos comuns
- .30 Carbine ou 7,62x33mm
- 7,62x39mm
- .308 Winchester ou 7,62x51mm
- .30-06 Springfield ou 7,62x63mm

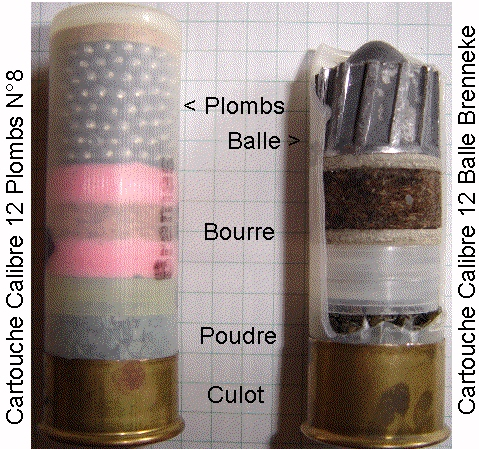
Cartuchos de chumbos e de balote de calibre 12 para espingarda de caça.

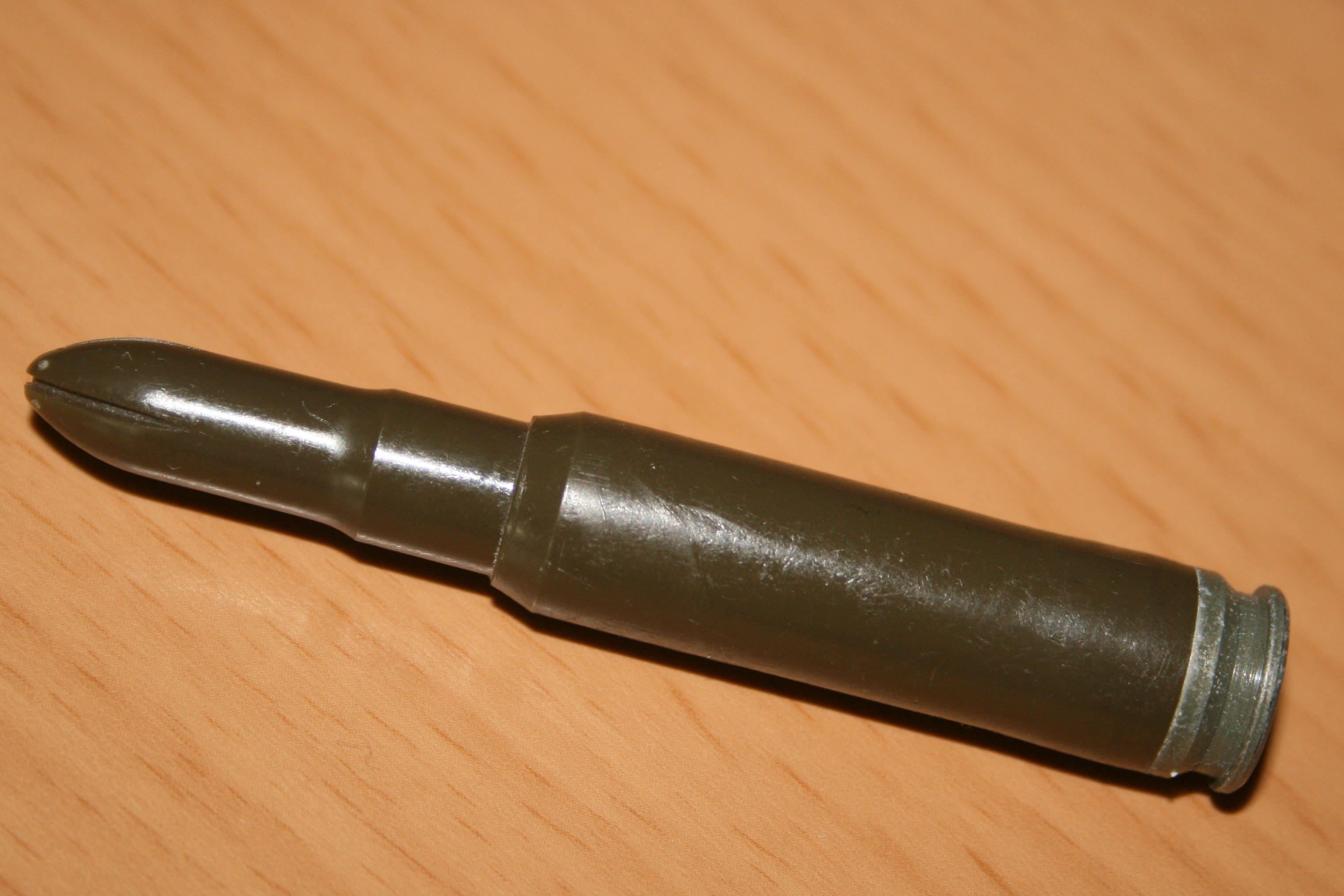
Cartucho sem projétil (festim).

- .300 Winchester Magnum ou 7,62x67mm
- .22 Short
- .22 Long Rifle
- .22 Magnum
- 5,5mm Velo-Dog
- 5,56x45mm
- .22 Savage
- .380 ACP
- 9x19mm Parabellum
- .38 Super Auto
- .38 SLP
- .357 Magnum
- .50 AE
- .50 BMG
- .38 ACP
- .30-30 Winchester
- .223 Remington
- .32 Smith & Wesson
- .40 S&W
- .45 ACP
- .480 Ruger
- 12,7x99mm NATO
- 5,45x39mm
- 5,8x42mm DBP87
- 6,35mm
- 7,92x57mm
- 7,65x17mm Browning